# Włoscy Demokratyczni Socjaliści
Włoscy Demokratyczny Socjaliści (wł. Socialisti Democratici Italiani, SDI) – włoska socjaldemokratyczna partia polityczna, uważająca się za kontynuatorkę Włoskiej Partii Socjalistycznej, działająca w latach 1998–2007.

## Historia
Partia została założona w 1998. Powołały ją powstały cztery lata wcześniej ruch Socjaliści Włoscy, Włoska Partia Socjaldemokratyczna i część działaczy małej pozaparlamentarnej Partii Socjalistycznej. Współpracowała z Drzewem Oliwnym, wchodziła w skład koalicji politycznej Róża w Pięści (razem z libertyńskim ugrupowaniem Włoscy Radykałowie), będącej jednocześnie podmiotem bloku wyborczego L’Unione.
W 1999 uzyskała dwa mandaty, a w 2004 jeden mandat w Parlamencie Europejskim. W 2001 w ramach Drzewa Oliwnego ugrupowanie startowało na wspólnej liście z Federacją Zielonych. W 2006 otrzymało około 10 miejsc w Izbie Deputowanych i 4 wiceministrów w powołanym w tym samym roku gabinecie Romano Prodiego.
W kwietniu 2007 w partii doszło do rozłamu zainicjowanego przez zwolenników Ottaviana Del Turco, którzy powołali nowe ugrupowanie pod nazwą Sojusz Reformistów, opowiadający się za integracją formacji politycznych w ramach Unii i utworzeniem jednolitej Partii Demokratycznej.
SDI uległa rozwiązaniu w październiku 2007, łącząc się z mniejszymi partiami centrolewicowymi i tworząc Partię Socjalistyczną (formalnie zarejestrowaną w marcu następnego roku).
Krajowym sekretarzem ugrupowania i jego faktycznym liderem przez cały okres działalności pozostawał Enrico Boselli. SDI należała do Partii Europejskich Socjalistów.